# آدیجات ادریس
آدیجات ادریس (به انگلیسی: Цогт-Adijat Idris؛ متولد ۶ دسامبر ۲۰۰۱) کشتی‌گیر آزادکار اهل نیجریه است. وی سابقه حضور در المپیک ۲۰۲۰ توکیو را دارد.